# Семпербау (Болцано)
Семпербау је насеље у Италији у округу Болцано, региону Трентино-Јужни Тирол.
Према процени из 2011. у насељу је живело 2 становника. Насеље се налази на надморској висини од 1969 м.